# Pogrom de Siedlce
 (août 2025).
 (août 2025).

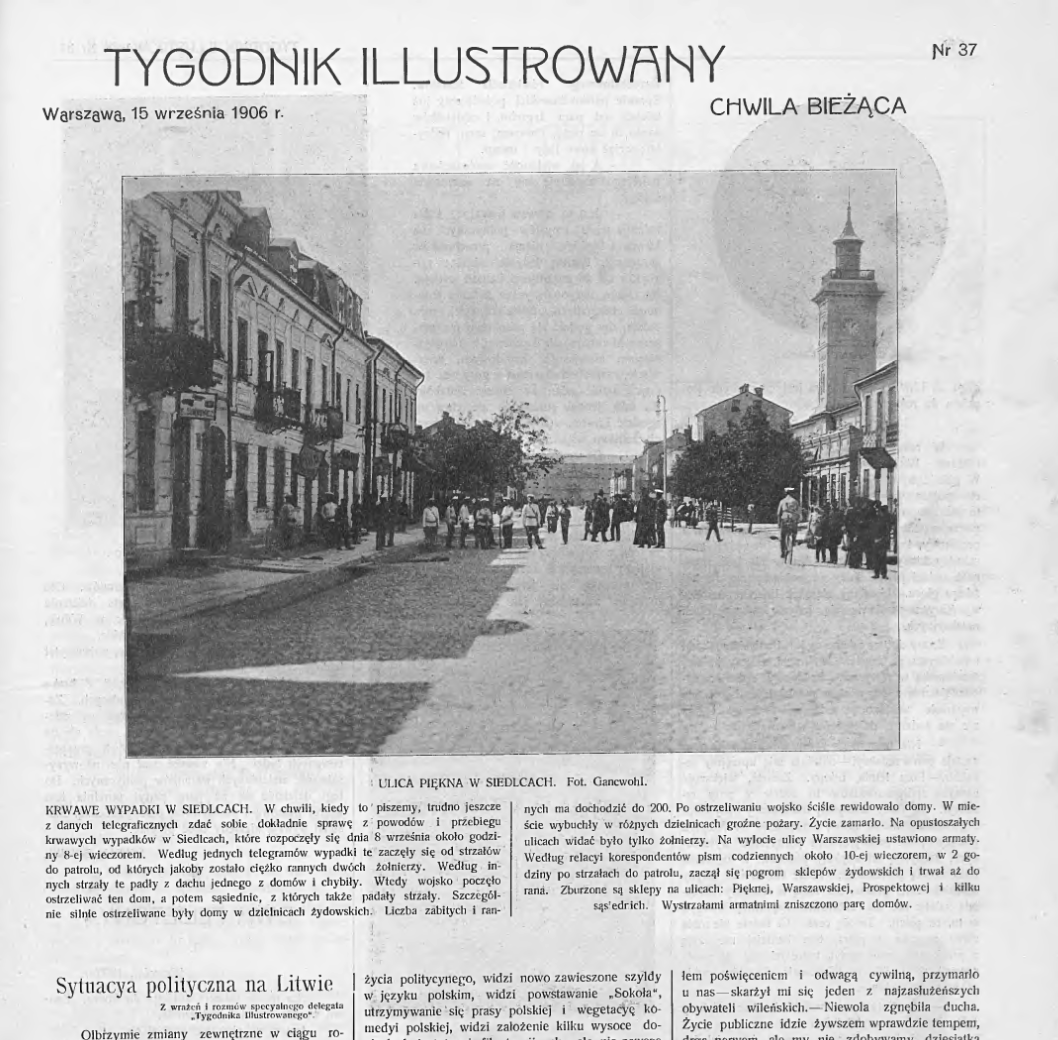
Premier récit sur le pogrom dans l'hebdomadaire de Varsovie Tygodnik Ilustrowany du 15 septembre 1906.

Le pogrom de Siedlce se réfère aux évènements qui se sont déroulés du 8 au 10 ou 11 septembre 1906 à Siedlce, royaume de Pologne dans l'empire russe. Il fait partie d'une vague de pogroms anti-juifs en Russie et dans les territoires sous contrôle russe, déclenchés dans le contexte de la révolution polonaise de 1905. Le pogrom à Siedlce est organisé par l'Okhrana, la police secrète russe, et fait 26 morts parmi la population juive.  

## Origines
Siedlce a une population juive importante, estimée entre 10 000 et 15 000  personnes représentant selon les sources entre  42 et 63% de la population totale de la ville de 24 000 habitants. Dans le contexte plus large de troubles généralisés, Siedlce est le site d'agitation et de manifestations socialistes et patriotiques polonaises, organisées par le Parti socialiste polonais et le Bund juif. Le gouvernement russe décide d'apporter une réponse cinglante au mercredi sanglant, une série d'attaques contre des représentants du gouvernement, organisées par la OB-PPS (Organisation de combat du Parti socialiste polonais) et survenues un mois plus tôt, le 15 août 1906, ainsi que d'autres évènements similaires,,,. Le 26 août, un activiste de l'OB-PPS, déguisé en Juif, assassine un officier de police à Siedlce,. Comme de nombreux Juifs ont pris part aux manifestations, le gouvernement russe voit l'occasion à Siedlce de montrer sa force.
Siedlce n'est pas la seule ville où la police et l'armée russe terrorisent les ouvriers qui étaient perçus comme sympathisants du PPS ou d'autres organisations d'opposition. Des répressions eurent lieu à Varsovie et à Łódź entre autres, mais elles furent dirigées contre les travailleurs en général et non contre les Juifs en particulier.

## Le pogrom
Le pogrom, planifié méticuleusement à l'avance éclate le 7 septembre ou le 8 jusqu'au 9, 10 ou 11 septembre 1906. Il est organisé par l'Okhrana, la police secrète russe, et plus particulièrement par le colonel Tichonowski chargé de sa préparation,. Des pamphlets antisémites sont distribués pendant toute une semaine et un couvre-feu est établi avant toute agitation.    
Les principaux coupables sont les soldats russes du régiment d'infanterie de Libava (de nos jours Liepāja),,,. Ils ont remplacé la garnison d'Ostrołęka précédemment installée dans la ville et considérée comme peu fiable car jugée trop bienveillante avec la population locale. Les soldats reçoivent l'ordre de commencer à tirer sur la place centrale et peu après de déclencher des incendies et de piller les magasins juifs à volonté. Des pièces d'artillerie sont utilisées comme le mentionnent même les rapports officiels,. Certaines sources soulignent l'implication des Cent-Noirs, des groupes russes d'extrême droite antisémites, étrangers au royaume de Pologne et qui ont dû être amenés de l'Empire par les autorités. La majorité des magasins de la ville sont pillés, détruits et souvent incendiés; les maisons des Juifs sont aussi pillées et vandalisées,. Des renforts militaires officiels sont appelés des villes avoisinantes. Mais entre-temps, les autorités russes demandent à la communauté juive de leur livrer les bandits qui ont ouvert le feu sur les soldats. 
Au total, on compte 26 morts parmi la population juive et un très grand nombre de blessés, de l'ordre de plusieurs centaines,. La population polonaise, dans son ensemble a aidé à protéger les Juifs. Environ 1 000 personnes sont arrêtées. Selon les sources officielles, la police et l'armée ne déplorèrent aucune perte.

## Conséquences
L'histoire officielle répandue par la propagande russe est que les évènements de Siedlce ont été déclenchés par des révolutionnaires, dont le complot a été découvert par la police et l'armée,.
Malgré leur rôle majeur dans le pogrom, certains soldats et policiers sont récompensés avec des médailles ou des mentions d'honneur. En décembre de la même année, l'OB-PPS réussit à mener à bien l'assassinat d'un officier russe de haut rang, impliqué dans le pogrom de Siedlce, le colonel Obruczew. Néanmoins, le fait que l'OB-PPS, qui avait organisé les attaques du mercredi sanglant, n'ait effectué aucune autre action significative en réponse au pogrom de Siedlce, est selon les mots d'un des dirigeants du PPS, Józef Piłsudski, futur chef de l'État polonais indépendant, une défaite morale pour l'OB-PPS. De plus, cela a montré que l'OB-PPS n'a aucun moyen d'empêcher l'armée russe d'effectuer des démonstrations brutales de force à l'endroit et à la date de son choix.     
Une des réponses au pogrom de Siedlce est la mise en place de groupes d'autodéfense juifs dans de nombreuses villes et bourgades, bien que selon d'autres sources, ces groupes existaient avant le pogrom, même à Siedlce. 
Le pogrom est largement condamné par l'opinion publique en Pologne et à l'étranger et par la plupart des partis politiques polonais,,,. La presse polonaise est unanime pour dénoncer ces actes de violence. Les députés polonais et juifs au parlement russe (la Douma) demandent une enquête qui aboutira à la conclusion que les évènements ont été provoqués par quelques soldats agissant sans ordres officiels,. 
Le bilan général est décevant pour les Russes et va dissuader le gouvernement russe d'organiser d'autres pogroms en Pologne : les pogroms de Siedlce et de Białystok se sont avérés des échecs, car la population polonaise a constamment refusé de supporter les forces russes et les investigations politiques indépendantes ont toujours conclu que la responsabilité des événements ne provenait pas de la population locale, mais de l'armée russe, même si la faute en incombait à des soldats insubordonnés.  
Ce pogrom est un des derniers, si ce n'est le dernier, des pogroms importants dans l'Empire russe et les territoires annexés dans la période suivant la révolution de 1905.